# Nürnberger Autorengespräche
Die Nürnberger Autorengespräche wurden im Jahr 1995 von Reinhard Knodt und Peter Horst Neumann mit Renate Schmidt, Hans Wollschläger, Hans Christoph Buch und anderen namhaften Autoren und Persönlichkeiten des öffentlichen Lebens der BRD gegründet. Sie fanden etwa alle zwei Jahre statt. Bei den Gesprächen zwischen regionalen und überregional bekannten Autoren wurde jeweils ein zeitnahes Thema der Politik in Zusammenhang mit der Literatur öffentlich erörtert, für den Rundfunk aufgezeichnet und anschließend zu einer Hörfunksendung aufbereitet. Die Gespräche entwickelten sich sehr schnell von einem zunächst regionalen und bundesdeutschen zu einem internationalen Podium für Literatur und politische Diskussion. 
Zu den 6. Nürnberger Autorengesprächen, die erstmals zusammen mit der Stadt Nürnberg ausgerichtet wurden, trafen sich im Jahr 2005 im Dokumentationszentrum Reichsparteitagsgelände namhafte jüdische Autoren aus ganz Europa und Israel, um über die Frage einer besonderen europäischen Identität, bzw. Aufgabe der jüdischen Literatur für ein werdendes Europa  zu diskutieren. Es diskutierten drei Tage lang Peter Brod (Prag), Hans Christoph Buch (Berlin), Gisela Dischner (Hannover), Gert Heidenreich (Starnberg), Jaromir Konecny (Prag), Wehwalt Koslovsky (Prag), Magdalena Marsovszky (Budapest/München), Georg Graf von Matuschka (Erlangen), Amir Or (Tel Aviv), Eva Profousová (Prag), Doron Rabinovici (Wien), Asher Reich (Tel Aviv), Richard Chaim Schneider (Jerusalem/München), Julius H. Schoeps (Potsdam), Gabor T. Szántó (Budapest), Andrea Wisniowski (Bukarest/Nürnberg) und Katarzyna Zimmerer (Krakau). Dieser letzte Höhepunkt markierte aber auch zugleich das Ende der ambitionierten Reihe, da sich mit der Stadt keine Verstetigung der Bemühungen bzw. finanzielle Absicherung für die Aufgaben der Hauptorganisatoren (Reinhard Knodt, Michael Schels, Hans Christof Buch) erreichen ließ.

## Historie
- 1. Nürnberger Autorengespräche vom 18.–20. Oktober 1996 im Faber-Castell-Schloss in Stein (Mittelfranken) zum Thema: Bewältigungen
- 2. Nürnberger Autorengespräche vom 10.–12. Oktober 1997 im Eppelein-Saal der Kaiserburg zum Thema: Diktatur der Medien?
- 3. Nürnberger Autorengespräche vom 9.–10. Oktober 1998 im Gesellschaftshaus Museum zum Thema: Literatur und Lokalität
- 4. Nürnberger Autorengespräche vom 13.–15. Oktober 2000 im Kulturhaus zumikon zum Thema: Von der Literatur als Pflege und von der Pflege der Literatur
- 5. Nürnberger Autorengespräche vom 31. Oktober – 2. November 2003 auf der Nürnberger Kaiserburg zum Thema: Literatur und Religion
- 6. Nürnberger Autorengespräche vom 6.–8. Mai 2005 im Dokumentationszentrum Reichsparteitagsgelände zum Thema: Jüdische Visionen in Europa – Vergangenheitsbewältigung oder Europäische Zukunft?